# James Mark Baldwin
James Mark Baldwin (Colúmbia, 12 de janeiro de 1861 — Paris, 8 de novembro de 1934) foi um filósofo e psicólogo americano, um dos fundadores da primeira revista científica de psicologia, The Psychological Review (1895) e editor da revista acadêmica mensal de avaliação pelos pares, Psychological Bulletin. Baldwin, assim como William James, é mais conhecido por seus trabalhos teóricos. Suas ideias sobre "a gênese do pensamento lógico" e sobre uma "teoria genética da realidade" influenciaram duas grandes figuras da psicologia do desenvolvimento, Jean Piaget e Lev Vygotsky.
Professor de filosofia na Universidade de Toronto (1889), de psicologia na Universidade de Princeton (1893) e de filosofia e psicologia na Universidade Johns Hopkins (1903), ele deixou seu país após um escândalo sexual em 1909. Da mesma forma que foi uma figura importante na psicologia de seu tempo, caiu rapidamente no esquecimento, especialmente na América do Norte, antes de ser redescoberto particularmente por sua influência sobre Piaget.

## Biografia
Baldwin foi aluno de psicologia de Wilhelm Wundt. Suas contribuições foram significativas no estabelecimento e reconhecimento da psicologia científica como uma disciplina acadêmica.
Ele foi um dos fundadores da psicologia científica nos Estados Unidos e internacionalmente. Em 1892 foi vice-presidente do Congresso International de Psicologia realizado em Londres, um dos fundadores da primeira revista científica de psicologia, The Psychological Review em 1895, um dos primeiros presidentes da Associação Americana de Psicologia (1897–1898) e editor da influente revista Psychological Bulletin. Recebeu uma medalha de ouro da Real Academia de Ciências e Letras da Dinamarca (1897), foi presidente honorário do Congresso International de Antropologia Criminal ocorrido em Genebra em 1896 e recebeu o título de Doutor em Ciências honorário da Universidade de Oxford.
Baldwin deixou os Estados Unidos por causa de um escândalo sexual em Baltimore e voltou apenas ocasionalmente para a América do Norte após sua renúncia forçada da Universidade Johns Hopkins em 1909. Ao contrário das poucas referências à sua vida depois de deixar Baltimore, Baldwin parece ter se instalado inicialmente na Inglaterra. Fez inúmeras viagens prolongadas ao México e à Europa continental, especialmente à França, que acabou se tornando seu país adotivo e onde morreu em 1934.

## Teoria
A teoria formulada por Baldwin se desenvolve sob a forma de uma psicologia genética da inteligência baseada em uma abordagem biológica. Para Baldwin, o conhecimento depende de um processo de sociogênese, que é o primeiro resultado de uma construção social. Os trabalhos de Baldwin influenciaram a psicologia do desenvolvimento, o behaviorismo americano e a psicologia social.

## Influência sobre Piaget
Baldwin visitou frequentemente a Universidade de Genebra, onde se tornou amigo do psicólogo de desenvolvimento infantil Édouard Claparède, de quem Jean Piaget foi aluno. Os três volumes de seu livro Genetic Theory of Reality (1915), foram traduzidos para o francês. Neste trabalho muito detalhado, Baldwin desenvolve a ideia de ligações estreitas entre o problema biológico da evolução e da adaptação das espécies e o problema psicológico do desenvolvimento da inteligência. Ele desenvolveu a ideia dos mecanismos de assimilação e de acomodação como fundamentais no desenvolvimento da inteligência da criança.
O ponto comum em suas respectivas teorias é que ambas foram influenciadas pela filosofia evolucionista de Herbert Spencer. Jean Piaget retomou os conceitos baldwinianos de acomodação e assimilação, e a reação circular, para apoiar a sua concepção de inteligência.

## Obras
Além de artigos na revista Psychological Review, Baldwin escreveu:
- Handbook of Psychology (1890);
- German Psychology of To-day uma tradução da obra de Théodule Armand Ribot (1886);
- Elements of Psychology (1893);
- Social and Ethical Interpretations in Mental Development (1898);
- Story of the Mind (1898);
- Mental Development in the Child and the Race (1896);
- Thought and Things (Londres e Nova Iorque, 1906).

Ele também contribuiu em grande parte para o Dicionário de Filosofia e Psicologia (1901-1905), do qual ele foi editor-chefe.